# Ici et Maintenant !
Pour les articles homonymes, voir RIM et Ici et maintenant (homonymie).
Radio Ici & Maintenant ! (RIM, hic et nunc), fondée le 21 juin 1980 à Paris par Didier de Plaige, Guy Skornik et Gérard Lemaire, était une station de radio locale, située en France, émettant en modulation de fréquence, et qui diffusait ses programmes généralistes sur la région Île-de-France. Depuis le 21 juin 2014, elle émet aussi sur la radio numérique terrestre qui peut être captée en Île-de-France sur tout récepteur radio muni de la technologie DAB+.
Depuis 1997, ses émissions peuvent être reçues à tout moment dans le monde entier grâce au réseau Internet.

## Historique
Interviewé en octobre 2014 sur un site web spécialisé dans les histoires « étranges et bizarres », le producteur Didier de Plaige, pionnier des radios libres en France, présente sa station en ces termes : 
«  C’est une radio qui a été fondée il y a plus de trente ans, trente-et-un an exactement, à la suite d’un constat : sur aucune des radios existantes de Radio France, les auditeurs n’avaient voix au chapitre ! Le projet consistait à faire le type de radio qu’on aimerait défendre et qui faisait défaut. C’est ça, Radio Ici & Maintenant. Ainsi, depuis 31 ans, chaque programme se compose de deux parties : l’exposé puis l’intervention des auditeurs. Nous disposons ainsi d’un baromètre social qui nous permet de savoir quel est l’impact de l’information distribuée par les grands médias. À l’origine, internet n’existait pas et l’on se demandait quel était l’impact réel de l’info : « L’opinion se mobilise-t-elle autant qu’on voudrait nous le faire croire ? » Parfois, nous constatons que des gros sujets n’intéressent pas du tout les gens alors que des micro-sujets les passionnent davantage. Puis internet est arrivé il y a une quinzaine d’années, l’information s’est diversifiée et les citoyens ont pris la parole sur les blogs ! Cela ne nous a pas empêché de continuer... »

### Avant 1981: radio pirate

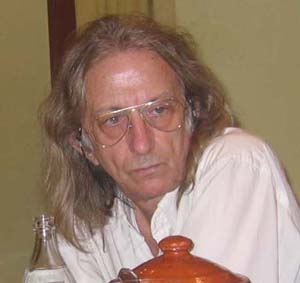
Didier de Plaige, cofondateur de la station.

Radio pirate à l’origine, cette station a pour fondateurs Didier de Plaige, producteur et animateur de magazines de télévision, Guy Skornik, compositeur et auteur de chansons et Gérard Lemaire, comédien. Elle a été saisie deux fois au petit matin avant la libération des ondes et la mise en place de la Haute Autorité de l'Audiovisuel le 22 août 1982.
Au début des années 1980, Ici & Maintenant ! offre son antenne en direct 24 heures sur 24 aux auditeurs depuis plusieurs studios privés avec ses animateurs à la console. Au concept de base, s'ajoute une nouvelle formule de radio automatique sans intervention d'animateurs qui voit le jour (la formule se nomme Radio Village) le 1er décembre 1980 : un répondeur téléphonique est branché directement sur leur émetteur FM. L'expérience sera maintes fois renouvelée puis Radio Village deviendra « manuelle » pour permettre aux animateurs de maîtriser les dérapages éventuels. La formule originale sera, entre-temps, reprise par la station italienne Radio-Municipale, émettant à Milan.
Autre invention maison, la connexion téléphonique, un bricolage qui consiste pour les auditeurs à raccorder leur téléphone à un cordon muni d'un jack (prise) vers une sortie magnétophone afin de diffuser à l'antenne leurs créations (montages audio) personnelles.

### Années 1980: radio revendicatrice

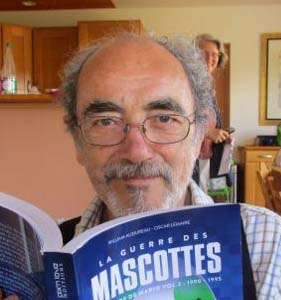
Gerard Lemaire, cofondateur et animateur de la station, jusqu'en 1996.

En 1984, la radio invite sur ses ondes Supernana, ex-animatrice de Radio Carbone 14, qui accueille en antenne libre les auditeurs dans son émission nocturne Poubelle Night, dans un style original.
Au milieu des années 1980, la radio contracte un partenariat avec le Centre Georges-Pompidou pour diffuser chaque jour une émission de deux heures sur l'actualité culturelle, notamment dirigée par Gérard Lemaire. En 1982, fait sans précédent, la radio diffuse en boucle pendant trois jours et trois nuits la chanson Ludwig de Léo Ferré en réaction à l'attitude de la maison de disques RCA qui tardait à leur envoyer en promotion le coffret triple album qui venait de sortir.
À noter dans cette même décennie quelques faits médiatiques marquant l'histoire de cette station : deux grèves de la faim, l'une, en 1982, de trois semaines, une autre, en juin-juillet 1986, de quarante jours, en protestation contre l'excès de puissance d'émission de ses voisins en FM ; l’enchaînement aux colonnes de Daniel Buren, dans la cour d'honneur du Palais-Royal à Paris, de plusieurs animateurs de la radio, le 21 juin 1986 ; ou encore l'occupation du bureau du président de TDF, Claude Contamine, le 17 juillet 1986. Michèle Cotta intervint en leur faveur.

### Années 1990: radio libre toujours
Une grève de la faim de quarante jours est organisée par la présidente d'une association de soutien à la station devant le siège du CSA en août-septembre 1996, avant de devenir tournante avec la participation active de ses auditeurs. En parallèle à cette action, la station attaque la décision de cette autorité devant le Conseil d'État.

### Années 2000: redémarrage
Depuis son redémarrage en avril 2001, Ici & Maintenant ! émet chaque jour treize heures sur vingt-quatre (de 23 h à 7 h et de 14 h à 19 h) sur Paris et l'Île-de-France (95,2 MHz). La radio émet en continu sur Internet. Elle a obtenu du CSA, en décembre 2013, de retrouver sa pleine fréquence, avec une autorisation d'émettre 24 h heures sur 24 sur la radio numérique terrestre française (RNT). Le démarrage a eu lieu le 21 juin 2014 sur le canal 9A en DAB+.
En 2022, elle cesse d'émettre, le studio radio se situait dans l'appartement de Didier de Plaige, décédé plus tôt dans l'année.
En 2024 l'autorisation d'émettre en FM est abrogée.

## Identité de la station

### Nom et slogans
La locution « ici et maintenant », souvent utilisée sous sa forme latine « hic et nunc », est une expression utilisée pour désigner la position d'une personne au moment où elle l'énonce, terme également utilisé dans la philosophie ou la littérature. Un livre de François Mitterrand portant ce nom a été publié l'année de la création de cette radio, sans que pour autant un lien puisse être prouvé (le livre est sorti en novembre 1980, soit environ cinq mois après le lancement de la station).
« J'arrête quand je veux ! » est le slogan de la radio, avec la voix de Gérard Darmon, qui figure en bas de son logo actuel.

### Sanctions par le CSA
Quelques dérives ont été constatées depuis 1980, toujours du fait d'auditeurs anonymes, ou parfois d'invités, mais jamais de ses animateurs :
Le 9 juillet 1996, le CSA a censuré la radio pour « diffusion, lors de ses émissions de libre expression, de propos racistes, antisémites ou négationnistes »,,. Cette mesure concernait des provocations anonymes pendant les antennes libres. Finalement, l'interdiction d'émettre a été rejetée par le Conseil d’État le 19 mars 1997, qui a par ailleurs condamné l’État à verser la somme de 7 000 francs à la station, ce qui permet à celle-ci de réémettre le 25 avril 2001. Ce cas est maintenant enseigné dans les écoles de Droit comme la « jurisprudence Ici et Maintenant »,.

### Ligne éditoriale
La plupart des émissions font appel à l'interactivité avec les auditeurs. Au fil des années passées depuis sa création en 1980, les animateurs ont été de nombreuses fois renouvelés sans que la ligne éditoriale originale, basée sur l'échange, ne soit jamais modifiée.
Une thèse en doctorat a été publiée et présentée par Sébastien Poulain, sous le titre : « Les radios alternatives : l’exemple de Radio Ici et Maintenant! » à l'université de Bordeaux Montaigne le 2 juillet 2015 (837 pages).

## Programmation

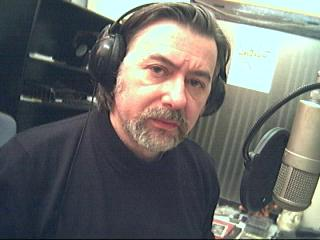
Jean-Paul Bourre sur Radio Ici et Maintenant.

### Présentation d'ensemble
Le magazine Science & Conscience d'Ophélie Grolade est l'une des premières émissions consacrées à la médecine non conventionnelle, aux thérapies énergétiques et aux sujets qui touchent à la spiritualité et au développement personnel (émissions suivies d'ateliers pratiques).
En lien, Ici & Maintenant ! diffuse également, et ce depuis des années, une émission en anglais au cours de laquelle s'exprimait Alan Watts suivi de l'écrivain allemand Eckhart Tolle, auteur du best seller Le Pouvoir du moment présent. Ici & Maintenant ! accueille aussi l'écrivain Jean-Paul Bourre et consacre des soirées à des personnalités comme Jimmy Guieu, Fabien Ouaki ou Gérard Manset. La station s'est intéressée aussi de près à la problématique des OVNI avec une émission spéciale où des personnalités comme Gildas Bourdais, Jacques Vallée, Jean-Pierre Petit, Joël Mesnard ou Thierry Wathelet ont été invitées.

### Quelques émissions
La station diffuse de nombreuses émissions à caractère culturel et historique, mais également liées à la spiritualité, au cinéma ou à l'informatique et dont voici, ci-dessous, une liste basée sur sa grille de programme, telle qu'elle a été présentée sur le site web de la radio au début du mois de juillet 2019 :
| - Revue de presse interactive : présentation de l'actualité politique, économique et sociale où les auditeurs peuvent intervenir sur les sujets du moment, avec Morgane. - Maintenant ou jamais : la chronique de André-Jacques Holbecq sur l'Effondrement/Le Collapse. - L'Humeur du Temps : une antenne libre animée par l'écrivain et historien David Abbasi (en). - Here&Now : tout ce qui concerne le paranormal et le phénomène Ovni. - Antenne libre : avec divers animateurs. - Jean-Paul Bourre : Les temps forts sur une trentaine d'années en radio. - Santé & Spiritualité : divers intervenants présentent leurs méthodes, et proposent des solutions aux auditeurs en direct, avec Morgane. - Énergies positives : pour voir le monde autrement avec Hervé, le plus souvent avec des invités. - Symbiose : une émission animée par des libristes de l'association APRIL, à propos des logiciels libres comme Linux. | - MusiFiction : La radio comme au cinéma! Emission interactive (un jeudi sur deux à 23h). Fictions-audio créées par Olivier Piquepé en collaboration avec les auditeurs. - La Table Ronde de Nicolas Baltique : émission de débats autour de sujets politiques ou de société, avec ou sans invités, mais avec toujours des interventions d'auditeurs. - Nouvelle Conscience : Olivier Vinet présente ses invités dans le domaine spirituel. - Ciné-Audio : Des bandes sonores de films classiques, adaptées à la diffusion en radio. - La Veillée : Sylvain Ferrieu anime cette antenne interactive avec ses invités. - L'Humeur du Temps une antenne libre animée par l'écrivain et historien David Abbasi (en). - Les meilleurs moments de Jean-Claude Carton, décédé en 2015. - Les meilleurs moments de Laurent Fendt. - Best of de la semaine. - L'heure Anglaise : conférences de Eckhart Tolle en anglais. |

## Diffusion
Radio Ici et Maintenant ! est une station de radio locale en France, diffusant ses programmes sur la modulation de fréquence sur la région Île-de-France, sur la fréquence 95,2 MHz. Depuis le 21 juin 2014, elle émet sur le Canal 9A de la radio numérique terrestre attribué par le CSA. Elle peut être captée sur tout récepteur radio muni de la technologie DAB+.
Depuis 1997, ses émissions peuvent être reçues à tout moment dans le monde entier via Internet.
Le 7 septembre 2023 l'association Ici et maintenant renonce par PV du conseil d'administration à l'utilisation de la fréquence 95.2 mhz. Le 24 juillet 2024 l'Arcom décide d'abroger l'autorisation qu'avait obtenu l'association d'exploiter ce service de radio sur cette fréquence par voie hertzienne.

## Autres collaborateurs
- Pierre Jovanovic[19].